# العلاقات الإندونيسية المالطية
العلاقات الإندونيسية المالطية هي العلاقات الثنائية التي تجمع بين إندونيسيا ومالطا.

## مقارنة بين البلدين
هذه مقارنة عامة ومرجعية للدولتين:
| وجه المقارنة                                              | إندونيسيا         | مالطا                                                     |
| --------------------------------------------------------- | ----------------- | --------------------------------------------------------- |
| المساحة (كم2)                                             | 1.90 مليون        | 316                                                       |
| عدد السكان (نسمة)                                         | 263.99 مليون      | 465.29 ألف                                                |
| الكثافة السكانية (ن./كم²)                                 | 138.94            | 147.24 ألف                                                |
| العاصمة                                                   | جاكرتا            | فاليتا                                                    |
| اللغة الرسمية                                             | اللغة الإندونيسية | اللغة المالطية، لغة إنجليزية                              |
| العملة                                                    | روبية إندونيسية   | يورو، ليرة مالطية                                         |
| الناتج المحلي الإجمالي (بليون دولار)                      | 1.02 تريليون      | 12.54 مليار                                               |
| الناتج المحلي الإجمالي (تعادل القوة الشرائية) بليون دولار | 2.85 تريليون      | 14.68 مليار                                               |
| الناتج المحلي الإجمالي الاسمي للفرد دولار أمريكي          | 3.35 ألف          | 22.60 ألف                                                 |
| الناتج المحلي الإجمالي للفرد دولار أمريكي                 | 10.52 ألف         |                                                           |
| مؤشر التنمية البشرية                                      | 0.684             | 0.839                                                     |
| رمز المكالمات الدولي                                      | +62               | +356                                                      |
| رمز الإنترنت                                              | .id               | .mt                                                       |
| المنطقة الزمنية                                           |                   | توقيت وسط أوروبا، ت ع م+01:00، ت ع م+02:00، أوروبا/مالطا ‏ |

## منظمات دولية مشتركة
يشترك البلدان في عضوية مجموعة من المنظمات الدولية، منها:
| علم المنظمة | اسم المنظمة                               | تاريخ انضمام إندونيسيا | تاريخ انضمام مالطا |
| ----------- | ----------------------------------------- | ---------------------- | ------------------ |
|             | يونسكو                                    | 27 مايو 1950           | 10 فبراير 1965     |
|             | وكالة ضمان الاستثمار متعدد الأطراف        | 12 أبريل 1988          | 12 سبتمبر 1990     |
|             | الأمم المتحدة                             | 28 سبتمبر 1950         | 1 ديسمبر 1964      |
|             | الفريق المعني برصد الأرض                  | ?                      | ?                  |
|             | الاتحاد البريدي العالمي                   | ?                      | ?                  |
|             | البنك الدولي للإنشاء والتعمير             | 13 أبريل 1967          | 26 سبتمبر 1983     |
|             | المنظمة الهيدروغرافية الدولية             | ?                      | ?                  |
|             | الاتحاد الدولي للاتصالات                  | 1949                   | 1965               |
|             | منظمة حظر الأسلحة الكيميائية              | ?                      | ?                  |
|             | مؤسسة التمويل الدولية                     | 23 أبريل 1968          | 1 يونيو 2005       |
|             | المركز الدولي لتسوية المنازعات الاستشارية | 28 أكتوبر 1968         | 3 ديسمبر 2003      |
|             | منظمة التجارة العالمية                    | ?                      | ?                  |
|             | منظمة الشرطة الجنائية الدولية             | 5 أكتوبر 1954          | ?                  |

## وصلات خارجية
- موقع وزارة الخارجية الإندونيسية
- موقع وزارة الخارجية المالطية